# 中國國民黨副主席
中國國民黨副主席，簡稱國民黨副主席，是中國國民黨主席的副手，同時也是全國代表大會、中央委員會全體會議及中央常務委員會議之當然出席人。
民國82年（1993年）8月18日，中國國民黨第十四次全國代表大會通過《中國國民黨黨章》修正案，增設副主席「若干人」，由主席提名、經全代會同意任命。民國109年（2020年）9月6日，《中國國民黨黨章》中副主席規定由「要置副主席」改為「得置副主席」，容許主席不任命。首任副主席为李元簇、郝柏村、林洋港、連戰，现任副主席为黃敏惠、夏立言、連勝文。

## 歷屆任命
- 李登輝主席時期同一時間最多有4位副主席；
- 連戰主席時期同一時間最多有5位副主席；
- 吳伯雄主席時期同一時間最多有5位副主席；
- 馬英九主席時期同一時間最多有7位副主席（另有3位「榮譽副主席」）；
- 洪秀柱主席時期同一時間最多有5位副主席；
- 吳敦義主席時期同一時間最多有2位副主席；
- 江啟臣主席時期未任命副主席；
- 朱立倫主席時期同一時間最多有3位副主席。

## 歷任副领导人

### 中國國民黨中央執行委員會常務委員會副主席
| 屆次 | 肖像 | 姓名   | 上任時間      | 卸任時間     | 任命者 | 備註                                   |
| ---- | ---- | ------ | ------------- | ------------ | ------ | -------------------------------------- |
| 1    |      | 蔣中正 | 1935年12月7日 | 1938年4月1日 | 中常会 | 主席胡漢民逝世後由蒋中正代行主席職權。 |

### 中國國民黨副總裁 （第一次設置）
| 屆次 | 肖像 | 姓名   | 上任時間     | 卸任時間     | 提命者 | 備註 |
| ---- | ---- | ------ | ------------ | ------------ | ------ | --- |
| 1    |      | 汪兆铭 | 1938年4月1日 | 1939年1月1日 | 蔣中正 | 中國國民黨臨時全國代表大會修改黨章，設中國國民黨副總裁一職，並同意任命汪兆铭為副總裁，抗戰期間因主張對日本親善而被開除黨籍。 |

### 中國國民黨副總裁 （第二次設置）
| 屆次 | 肖像           | 姓名 | 上任時間       | 卸任時間                                                       | 提命者 | 備註                                                                           |
| ---- | -------------- | ---- | -------------- | -------------------------------------------------------------- | ------ | ------------------------------------------------------------------------------ |
| 1    |                | 陳誠 | 1957年10月23日 | 1963年11月22日                                                 | 蔣中正 | 中國國民黨第八次全國代表大會修改黨章，復設副總裁一職，並同意任命陳誠為副總裁。 |
| 2    | 1963年11月22日 | 陳誠 | 1965年3月5日   | 中國國民黨第九次全國代表大會同意任命陳誠連任副總裁，任內病逝。 | 蔣中正 |                                                                                |

### 中國國民黨副主席
| 屆次       | 肖像 | 姓名   | 上任時間       | 卸任時間       | 提命者 | 備註 |
| ---------- | ---- | ------ | -------------- | -------------- | ------ | --- |
| 1          |      | 李元簇 | 1993年8月18日  | 1997年8月27日  | 李登輝 | 中國國民黨第十四次全國代表大會修改黨章，設副主席一職，並同意任命李元簇為第一副主席。 |
| 1          |      | 郝柏村 | 1993年8月18日  | 1995年12月14日 | 李登輝 | 中國國民黨第十四次全國代表大會修改黨章，設副主席一職，並同意任命郝柏村為第二副主席。 |
| 1          |      | 林洋港 | 1993年8月18日  | 1995年12月14日 | 李登輝 | 中國國民黨第十四次全國代表大會修改黨章，設副主席一職，並同意任命林洋港為第三副主席。 |
| 1          |      | 連戰   | 1993年8月18日  | 1997年8月27日  | 李登輝 | 中國國民黨第十四次全國代表大會修改黨章，設副主席一職，並同意任命連戰為第四副主席。 |
| 1 代理     |      | 俞國華 | 1996年8月23日  | 1997年8月27日  | 李登輝 | 中國國民黨第十四屆中央委員會第四次全體會議通過俞國華代理第三副主席。 |
| 1 代理     |      | 邱創煥 | 1996年8月23日  | 1997年8月27日  | 李登輝 | 中國國民黨第十四屆中央委員會第四次全體會議通過邱創煥代理第四副主席。 |
| 2          |      | 連戰   | 1997年8月27日  | 2000年6月18日  | 李登輝 | 中國國民黨第十五次全國代表大會同意任命連戰為第一副主席。2000年3月24日代理主席，6月18日真除。 |
| 2          |      | 李元簇 | 1997年8月27日  | 2000年6月18日  | 李登輝 | 中國國民黨第十五次全國代表大會同意任命李元簇為第二副主席。 |
| 2          |      | 俞國華 | 1997年8月27日  | 2000年6月18日  | 李登輝 | 中國國民黨第十五次全國代表大會同意任命俞國華為第三副主席。 |
| 2          |      | 邱創煥 | 1997年8月27日  | 2000年6月18日  | 李登輝 | 中國國民黨第十五次全國代表大會同意任命邱創煥為第四副主席。 |
| 2 補選     |      | 蕭萬長 | 2000年6月18日  | 2001年7月29日  | 連戰   | 中國國民黨第十五次全國代表大會臨時會議同意任命蕭萬長為第一副主席。 |
| 2 補選     |      | 王金平 | 2000年6月18日  | 2001年7月29日  | 連戰   | 中國國民黨第十五次全國代表大會臨時會議同意任命王金平為第二副主席。 |
| 2 補選     |      | 蔣仲苓 | 2000年6月18日  | 2001年7月29日  | 連戰   | 中國國民黨第十五次全國代表大會臨時會議同意任命蔣仲苓為第三副主席。 |
| 2 補選     |      | 吳伯雄 | 2000年6月18日  | 2001年7月29日  | 連戰   | 中國國民黨第十五次全國代表大會臨時會議同意任命吳伯雄為第四副主席。 |
| 2 補選     |      | 林澄枝 | 2000年6月18日  | 2001年7月29日  | 連戰   | 中國國民黨第十五次全國代表大會臨時會議同意任命林澄枝為第五副主席。 |
| 3          |      | 蕭萬長 | 2001年7月29日  | 2005年3月23日  | 連戰   | 中國國民黨第十六次全國代表大會同意任命蕭萬長為第一副主席。 |
| 3          |      | 王金平 | 2001年7月29日  | 2005年8月19日  | 連戰   | 中國國民黨第十六次全國代表大會同意任命王金平為第二副主席。 |
| 3          |      | 蔣仲苓 | 2001年7月29日  | 2003年3月30日  | 連戰   | 中國國民黨第十六次全國代表大會同意任命蔣仲苓為第三副主席，於中國國民黨第十六次全國代表大會第二次會議中辭職。 |
| 3          |      | 吳伯雄 | 2001年7月29日  | 2005年8月19日  | 連戰   | 中國國民黨第十六次全國代表大會同意任命吳伯雄為第四副主席，於中國國民黨第十六次全國代表大會第二次會議後，為第三副主席。                                                                                            |
| 3          |      | 林澄枝 | 2001年7月29日  | 2005年8月19日  | 連戰   | 中國國民黨第十六次全國代表大會同意任命林澄枝為第五副主席，於中國國民黨第十六次全國代表大會第二次會議後，為第四副主席。                                                                                            |
| 3          |      | 江丙坤 | 2003年3月30日  | 2005年8月19日  | 連戰   | 中國國民黨第十六次全國代表大會第二次會議，增選江丙坤為第五副主席。 |
| 3          |      | 馬英九 | 2003年3月30日  | 2005年8月19日  | 連戰   | 中國國民黨第十六次全國代表大會第二次會議，增選馬英九為第六副主席。 2005年8月19日經同意任命就任黨主席。 |
| 4          |      | 吳伯雄 | 2005年8月19日  | 2007年4月11日  | 馬英九 | 中國國民黨第十七次全國代表大會同意任命吳伯雄為第一副主席。 2007年2月13日代理主席，4月11日經補選就任黨主席。 |
| 4          |      | 江丙坤 | 2005年8月19日  | 2007年4月11日  | 馬英九 | 中國國民黨第十七次全國代表大會同意任命江丙坤為第二副主席。 2007年3月14日代理主席。 |
| 4          |      | 林澄枝 | 2005年8月19日  | 2006年4月19日  | 馬英九 | 中國國民黨第十七次全國代表大會同意任命林澄枝為第三副主席。 |
| 4          |      | 關中   | 2005年8月19日  | 2007年4月11日  | 馬英九 | 中國國民黨第十七次全國代表大會同意任命關中為第四副主席。2006年4月19日後，為第三副主席。 |
| 4          |      | 林益世 | 2006年4月12日  | 2008年1月24日  | 馬英九 | 2006年4月12日，經中國國民黨中央常務委員會同意，出任第四副主席，2006年4月19日後，為第五副主席，2007年1月12日後，為第六副主席。                                                                                     |
| 4          |      | 章仁香 | 2006年4月19日  | 2008年5月20日  | 馬英九 | 2006年4月19日，經中國國民黨中央常務委員會同意，出任第四副主席，2007年1月12日後，為第五副主席。 |
| 4          |      | 詹春柏 | 2007年1月12日  | 2007年4月11日  | 馬英九 | 2007年1月12日，經中國國民黨中央常務委員會同意，出任第四副主席。 |
| 4 補選     |      | 江丙坤 | 2007年4月11日  | 2009年10月17日 | 吳伯雄 | 2007年4月11日，經中國國民黨中央常務委員會同意，出任第一副主席，並經中國國民黨第十七次全國代表大會第二次會議追認。 任內出任財團法人海峽交流基金會董事長。                                                          |
| 4 補選     |      | 關中   | 2007年4月11日  | 2008年11月22日 | 吳伯雄 | 2007年4月11日，經中國國民黨中央常務委員會同意，出任第二副主席，並經中國國民黨第十七次全國代表大會第二次會議追認。 任內出任考試院院長。                                                                            |
| 4 補選     |      | 林豐正 | 2007年4月11日  | 2009年10月17日 | 吳伯雄 | 2007年4月11日，經中國國民黨中央常務委員會同意，出任第三副主席，並經中國國民黨第十七次全國代表大會第二次會議追認。2008年11月22日後，為第二副主席。                                                                 |
| 4 補選     |      | 詹春柏 | 2007年4月11日  | 2009年10月17日 | 吳伯雄 | 2007年4月11日，經中國國民黨中央常務委員會同意，出任第四副主席，並經中國國民黨第十七次全國代表大會第二次會議追認。2008年11月22日後，為第三副主席。                                                                 |
| 4 補選     |      | 章仁香 | 2007年4月11日  | 2008年11月22日 | 吳伯雄 | 2007年4月11日，經中國國民黨中央常務委員會同意，出任第五副主席，並經中國國民黨第十七次全國代表大會第二次會議追認。                                                                                                 |
| 4 補選     |      | 林益世 | 2007年4月11日  | 2008年1月24日  | 吳伯雄 | 2007年4月11日，經中國國民黨中央常務委員會同意，出任第六副主席，並經中國國民黨第十七次全國代表大會第二次會議追認。                                                                                                 |
| 4 補選     |      | 蔣孝嚴 | 2008年11月22日 | 2009年10月17日 | 吳伯雄 | 中國國民黨第十七次全國代表大會臨時會議同意任命蔣孝嚴為第四副主席。 |
| 4 補選     |      | 吳敦義 | 2008年11月22日 | 2009年10月17日 | 吳伯雄 | 中國國民黨第十七次全國代表大會臨時會議同意任命吳敦義為第五副主席。 |
| 4 補選     |      | 曾永權 | 2008年11月22日 | 2015年1月19日  | 吳伯雄 | 中國國民黨第十七次全國代表大會臨時會議同意任命曾永權為第六副主席。 |
| 4 補選     |      | 朱立倫 | 2008年11月22日 | 2009年10月17日 | 吳伯雄 | 中國國民黨第十七次全國代表大會臨時會議同意任命朱立倫為第七副主席。 |
| 4 補選     |      | 黃敏惠 | 2008年11月22日 | 2009年10月17日 | 吳伯雄 | 中國國民黨第十七次全國代表大會臨時會議同意任命黃敏惠為第八副主席。 時任嘉義市市長。 |
| 5          |      | 江丙坤 | 2009年10月17日 | 2012年9月19日  | 馬英九 | 中國國民黨第十八次全國代表大會同意任命江丙坤為第一副主席。 |
| 5          |      | 林豐正 | 2009年10月17日 | 2013年11月10日 | 馬英九 | 中國國民黨第十八次全國代表大會同意任命林豐正為第二副主席。 |
| 5          |      | 詹春柏 | 2009年10月17日 | 2013年11月10日 | 馬英九 | 中國國民黨第十八次全國代表大會同意任命詹春柏為第三副主席。 |
| 5          |      | 蔣孝嚴 | 2009年10月17日 | 2013年11月10日 | 馬英九 | 中國國民黨第十八次全國代表大會同意任命蔣孝嚴為第四副主席。 |
| 5          |      | 曾永權 | 2009年10月17日 | 2013年2月15日  | 馬英九 | 中國國民黨第十八次全國代表大會同意任命曾永權為第五副主席。 |
| 5          |      | 黃敏惠 | 2009年10月17日 | 2013年11月10日 | 馬英九 | 中國國民黨第十八次全國代表大會同意任命黃敏惠為第六副主席。2013年11月10日後，為第五副主席。 |
| 5          |      | 朱立倫 | 2010年6月2日   | 2010年12月23日 | 馬英九 | 2010年6月2日，經中國國民黨中央常務委員會同意，出任第七副主席，並經中國國民黨第十八次全國代表大會臨時會議追認。 |
| 5          |      | 洪秀柱 | 2012年2月15日  | 2013年11月10日 | 馬英九 | 2012年2月15日，經中國國民黨中央常務委員會同意，出任第六副主席。 |
| 6          |      | 林豐正 | 2013年11月10日 | 2014年4月30日  | 馬英九 | 中國國民黨第十九次全國代表大會同意任命林豐正為第一副主席。 榮譽副主席（2014年4月30日至2015年1月22日）。 |
| 6          |      | 詹春柏 | 2013年11月10日 | 2014年4月30日  | 馬英九 | 中國國民黨第十九次全國代表大會同意任命詹春柏為第二副主席。 榮譽副主席（2014年4月30日至2015年1月22日）。 |
| 6          |      | 蔣孝嚴 | 2013年11月10日 | 2014年4月30日  | 馬英九 | 中國國民黨第十九次全國代表大會同意任命蔣孝嚴為第三副主席。 榮譽副主席（2014年4月30日至2015年1月22日）。 |
| 6          |      | 曾永權 | 2013年11月10日 | 2015年1月19日  | 馬英九 | 中國國民黨第十九次全國代表大會同意任命曾永權為第四副主席，2014年4月30日後，為第一副主席，2014年6月4日後，為第二副主席。                                                                                           |
| 6          |      | 洪秀柱 | 2013年11月10日 | 2015年1月19日  | 馬英九 | 中國國民黨第十九次全國代表大會同意任命洪秀柱為第五副主席，2014年4月30日後，為第二副主席，2014年6月4日後，為第三副主席。 時任立法院副院長。                                                                        |
| 6          |      | 黃敏惠 | 2013年11月10日 | 2015年1月19日  | 馬英九 | 中國國民黨第十九次全國代表大會同意任命黃敏惠為第六副主席，2014年4月30日後，為第三副主席，2014年6月4日後，為第四副主席。                                                                                           |
| 6          |      | 朱立倫 | 2014年4月30日  | 2015年1月19日  | 馬英九 | 2014年4月30日，經中國國民黨中央常務委員會同意，為第五副主席，2014年6月4日，為第六副主席，並經中國國民黨第十九次全國代表大會第二次會議追認。                                                                       |
| 6          |      | 胡志強 | 2014年4月30日  | 2015年1月19日  | 馬英九 | 2014年4月30日，經中國國民黨中央常務委員會同意，為第六副主席，2014年6月4日，為第七副主席，並經中國國民黨第十九次全國代表大會第二次會議追認。                                                                       |
| 6          |      | 郝龍斌 | 2014年4月30日  | 2015年1月19日  | 馬英九 | 2014年4月30日，經中國國民黨中央常務委員會同意，為第七副主席，2014年6月4日，為第八副主席，並經中國國民黨第十九次全國代表大會第二次會議追認。                                                                       |
|            |      | 吳敦義 | 2014年6月4日   | 2015年1月19日  | 馬英九 | 2014年6月4日，經中國國民黨中央常務委員會同意，為第一副主席，並經中國國民黨第十九次全國代表大會第二次會議追認。 |
| 6 一次補選 |      | 郝龍斌 | 2015年1月19日  | 2016年1月18日  | 朱立倫 | 2015年1月19日，經中國國民黨中央常務委員會同意，為第一副主席，並經中國國民黨第十九次全國代表大會第三次會議追認。                                                                                                   |
| 6 一次補選 |      | 黃敏惠 | 2015年1月19日  | 2016年3月30日  | 朱立倫 | 2015年1月19日，經中國國民黨中央常務委員會同意，為第二副主席，並經中國國民黨第十九次全國代表大會第三次會議追認。                                                                                                   |
| 6 二次補選 |      | 胡志強 | 2016年5月18日  | 2017年6月30日  | 洪秀柱 | 2016年5月18日，經中國國民黨中央常務委員會同意，為第一副主席，2016年6月14日，為第二副主席，並經中國國民黨第十九次全國代表大會第四次會議追認。 前臺中市市長。                                                       |
| 6 二次補選 |      | 郝龍斌 | 2016年5月18日  | 2017年6月30日  | 洪秀柱 | 2016年5月18日，經中國國民黨中央常務委員會同意，為第二副主席，2016年6月14日，為第三副主席，並經中國國民黨第十九次全國代表大會第四次會議追認。 前臺北市市長。                                                       |
| 6 二次補選 |      | 林政則 | 2016年5月18日  | 2017年8月20日  | 洪秀柱 | 2016年5月18日，經中國國民黨中央常務委員會同意，為第三副主席，2016年6月14日，為第四副主席，並經中國國民黨第十九次全國代表大會第四次會議追認。 曾任第3、4屆立法委員、第6、7屆新竹市市長、政務委員兼臺灣省政府主席。 |
| 6 二次補選 |      | 詹啟賢 | 2016年6月14日  | 2017年1月7日   | 洪秀柱 | 2016年6月14日，經中國國民黨中央常務委員會同意，為第一副主席，並經中國國民黨第十九次全國代表大會第四次會議追認。 前行政院衛生署署長，現任國光生技董事長。                                                          |
| 6 二次補選 |      | 陳鎮湘 | 2016年11月23日 | 2017年6月30日  | 洪秀柱 | 2016年11月23日，經中國國民黨中央常務委員會同意，為第五副主席。 曾任中華民國總統府國策顧問，中華民國陸軍總司令，國防大學校長，第8屆立法委員。                                                                      |
| 7          |      | 曾永權 | 2017年8月20日  | 2020年1月15日  | 吳敦義 | 中國國民黨第二十屆第一次全國代表大會同意任命曾永權為第一副主席。 |
| 7          |      | 郝龍斌 | 2017年8月20日  | 2020年1月15日  | 吳敦義 | 中國國民黨第二十屆第一次全國代表大會同意任命郝龍斌為第二副主席。 曾任第3、4屆立法委員、行政院環境保護署署長、第4、5屆臺北市市長。                                                                                 |
| 8          |      | 黃敏惠 | 2021年10月30日 | 現任           | 朱立倫 | 2021年10月30日，經中國國民黨中央常務委員會同意，為第一副主席。 |
| 8          |      | 夏立言 | 2021年10月30日 | 現任           | 朱立倫 | 2021年10月30日，經中國國民黨中央常務委員會同意，為第二副主席。 曾任外交官、外交部政務次長、國防部軍政副部長、大陸委員會主任委員                                                                                   |
| 8          |      | 連勝文 | 2021年10月30日 | 現任           | 朱立倫 | 2021年10月30日，經中國國民黨中央常務委員會同意，為第三副主席。 |

註：林益世、章仁香、詹春柏、林豐正等人並非在中常會上任命，視為中途上任。連續任期表在中常會上連任。